# Daniel Jasinski
Daniel Jasinski (Bochum, Alemania, 4 de agosto de 1989) es un atleta , especializado en la prueba de lanzamiento de disco en la que llegó a ser campeón olímpico en 2016.

## Carrera deportiva
En los JJ. OO. de Río 2016 ganó la medalla de bronce en el lanzamiento de disco, con una marca de 67.05 metros, tras el alemán Christoph Harting (oro con 37 m) y el polaco Piotr Małachowski (plata).